# الاسحار (السدة)

تعديل مصدري - تعديل

الاسحار محلة تابعة لقرية رباط العصبات، التابعة لعزلة المرخام بمديرية السدة إحدى مديريات محافظة إب في الجمهورية اليمنية.، بلغ تعداد سكانها 28 حسب تعداد اليمن لعام 2004.